# Mookgophong
Mookgophong este un oraș din Africa de Sud.